# Suncheon (Corée du Sud)
Pour les articles homonymes, voir Suncheon.
Suncheon est une ville de Corée du Sud, située au fond d'une baie, un peu en retrait de la côte du détroit de Corée à une heure de Gwangju. Elle connait actuellement un fort développement économique car elle est au centre de la zone franche de la baie de Gwangyang qui l'unit aux villes de Yeosu et Gwangyang. La ville est connue pour ses festivals culturels de Palma, sa foire gastronomique de Namdo, et son village folklorique de Nagan où est organisé un concours de pungmul (ou nong-ak). En 2013, elle accueille l'exposition internationale des jardins.

## Histoire
Suncheon a d'abord fait partie du territoire de Mahan puis de Baekje (avant 660). Portant initialement le nom de Gampyeong, elle se nomme ensuite Seungpyeong (757, 1036) puis Seungju (940, 1309) et finalement Suncheon à partir de 1413.
Initialement classée en tant que commune (myeon), elle obtient d'abord le statut de bourg (eup) en novembre 1931 puis de ville (si) en aout 1949 en même temps qu'elle annexe une partie des communes de Dosa et de Haeryong. Le 1er janvier 1995, elle a également annexé le district de Seungju.
En octobre 1948, la région de Suncheon et Yeosu a été au centre d'une rébellion menée par des soldats qui refusaient de participer à la répression du soulèvement de l'ile de Jeju.

## Géographie

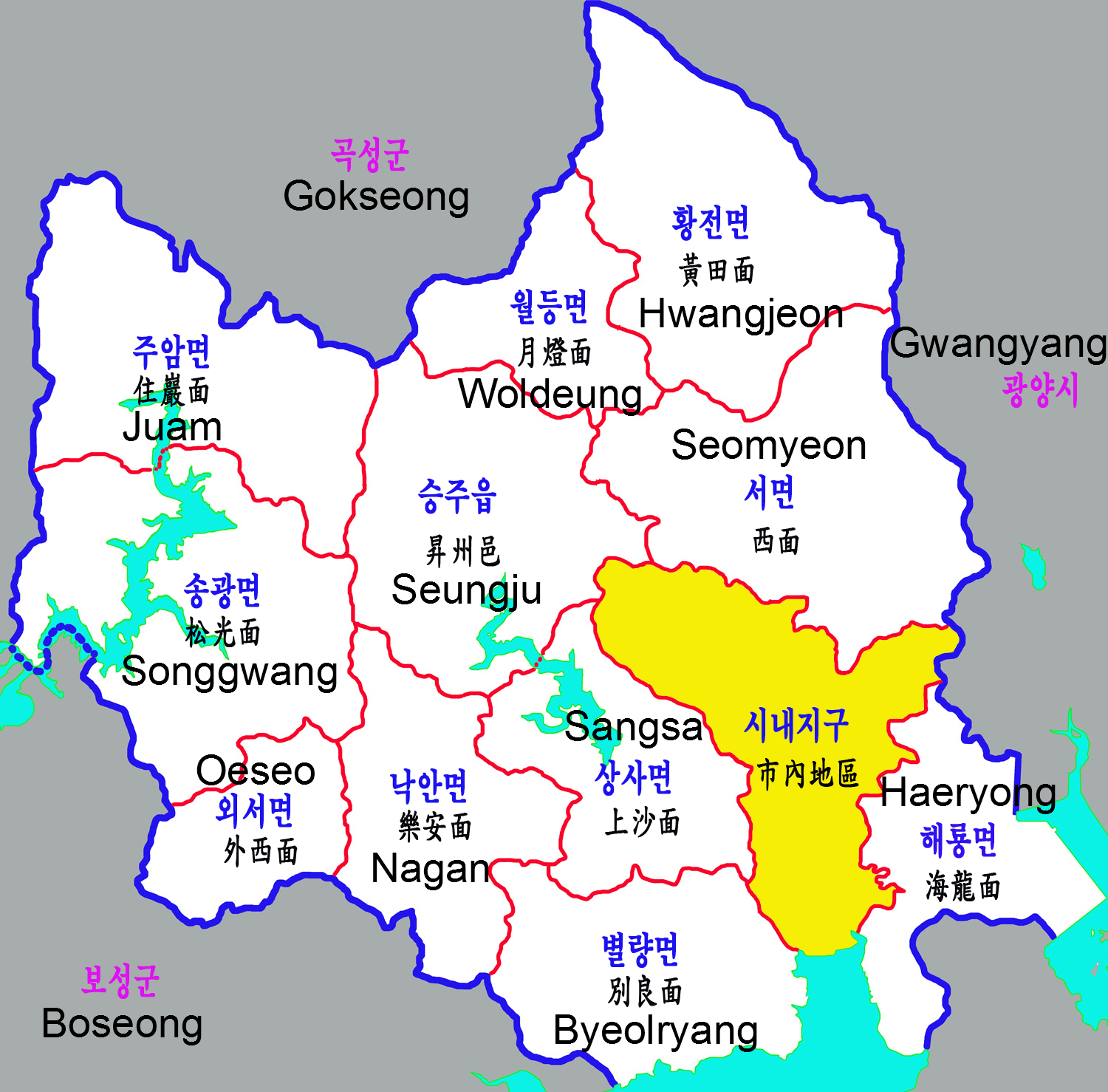
Subdivisions administratives de la ville

Le centre-ville est divisé en 12 quartiers (dong) regroupant 201 287 habitants sur 88,97 km2. Le territoire de la ville de Suncheon s'étend également sur 11 communes environnantes (myeon) qui dépendaient auparavant du district de Seungju. Ce sont : Seungju-eup (승주읍, 3530 habitants, 93,06 km2), Juam-myeon (주암면, 4177 hab., 93,83 km2), Songgwang-myeon (송광면, 2019 hab., 109,85 km2), Oueseo-myeon (외서면, 1141 hab., 35,43 km2), Nagan-myeon (낙안면, 7031 hab., 63,1 km2), Byeolryang-myeon (별량면, 4062 hab., 69,67 km2), Sangsa-myeon (상사면, 3085 hab., 60,3 km2), Haeryong-myeon (해룡면, 26 661 hab., 46,6 km2), Seo-myeon (서면, 11 894 hab., 103,53 km2), Hwangjeon-myeon (황전면, 3969 hab., 98,8 km2), Woldeung-myeon (월등면, 2250 hab., 44,27 km2). Les chiffres donnés datent du 31 décembre 2009.
Sa position au cœur d'une zone franche et près des aciéries de POSCO lui permet de garder sa population contrairement à beaucoup de régions de province qui souffrent du dépeuplement. Le nombre d'habitants est passé de 270 270 en 2001 à 271 106 à la fin 2009.

## Climat
Suncheon se trouve à la limite entre deux zones climatiques, les zones continentale et subtropicale. Située dans l'arrière-pays avec une température moyenne en janvier légèrement négative, la station de la commune de Juam appartient à la catégorie Dwa (climat continental humide a été très chaud et hiver sec) de la classification de Köppen. Sur la côte, les différences de température sont légèrement moins marquées.
| Mois                                | jan.  | fév.  | mars  | avril | mai   | juin  | jui.  | août  | sep.  | oct.  | nov.  | déc. | année   |
| ----------------------------------- | ----- | ----- | ----- | ----- | ----- | ----- | ----- | ----- | ----- | ----- | ----- | ---- | ------- |
| Température minimale moyenne (°C)   | −5,3  | −3,9  | 0     | 5     | 10,7  | 16,4  | 21,2  | 21,4  | 16,1  | 8,3   | 1,8   | −3,5 | 7,3     |
| Température moyenne (°C)            | −0,4  | 1,6   | 6,2   | 12,2  | 17,1  | 21,4  | 24,9  | 25,2  | 20,5  | 13,9  | 7,3   | 1,6  | 12,6    |
| Température maximale moyenne (°C)   | 5,8   | 8,4   | 13,5  | 20,1  | 24,5  | 27,6  | 29,8  | 30,8  | 27,1  | 22,1  | 14,9  | 8,5  | 19,4    |
| Ensoleillement (h)                  | 149,2 | 154,5 | 182,9 | 200,4 | 205,4 | 158,8 | 137,7 | 156,8 | 148,7 | 170,9 | 140,5 | 139  | 1 944,9 |
| Précipitations (mm)                 | 32    | 45,9  | 66,3  | 92,2  | 115,3 | 211,1 | 337,3 | 326,9 | 179,9 | 50,9  | 48,2  | 25,5 | 1 531,3 |
| Nombre de jours avec précipitations | 8     | 7,9   | 9     | 8,7   | 9,2   | 10,3  | 15,1  | 14    | 9,1   | 5,9   | 7,7   | 7,8  | 112,7   |
| Humidité relative (%)               | 68,4  | 65,3  | 63,4  | 63,8  | 68,2  | 72,7  | 78,5  | 78,6  | 77,3  | 74    | 72,3  | 70,9 | 71,1    |

## Patrimoine

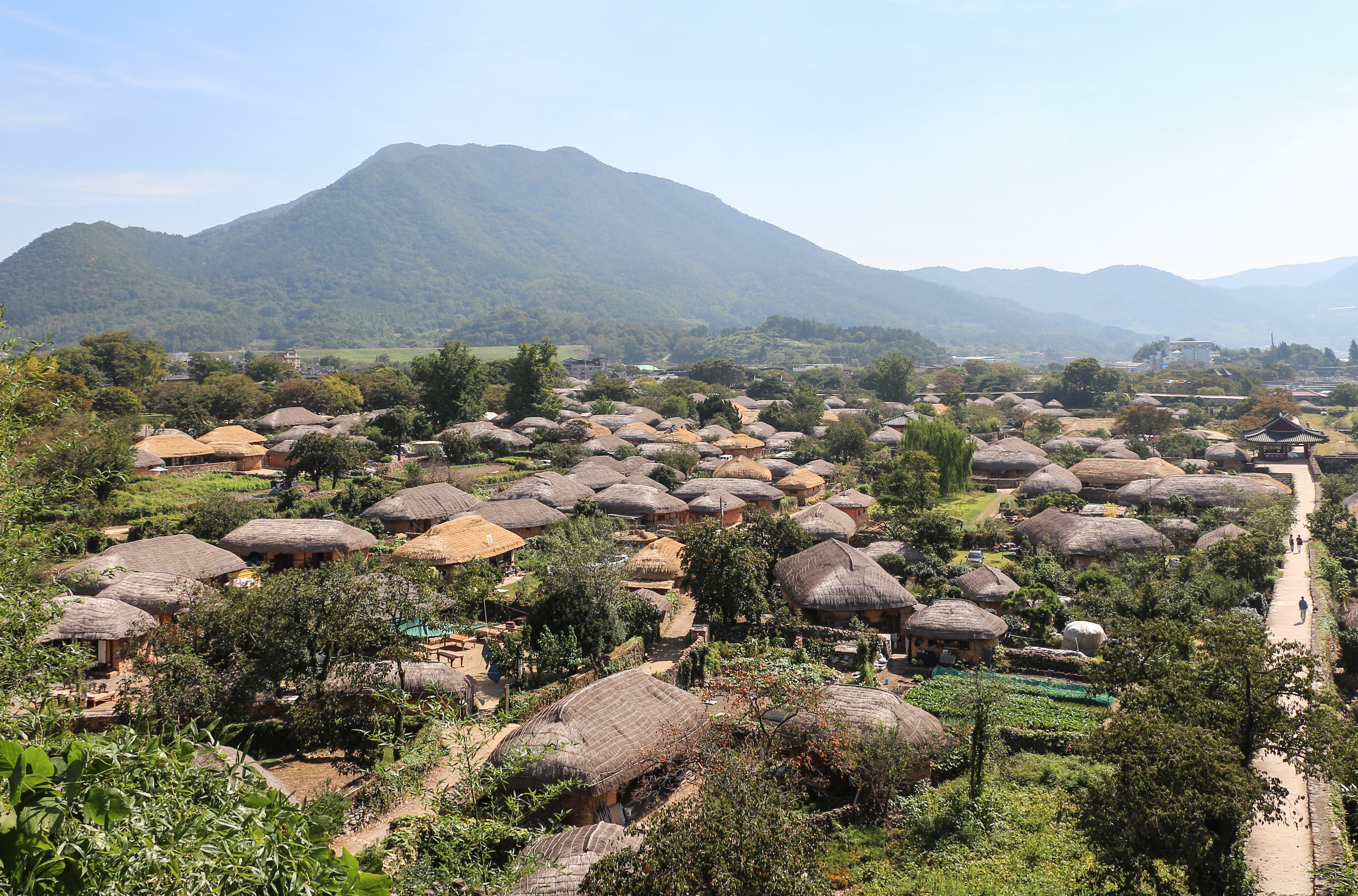
Le village fortifié de Naganeupseong

Le temple de Songgwang (Songgwangsa)
Songgwangsa est un temple bouddhiste. C'est l'un des trois temples joyaux de la Corée. Fondé en 867, il se trouve dans la montagne dans le parc provincial du Jogyesan (887 m d'altitude) à 47 km de la gare de Suncheon. Sévèrement endommagé en 1948 et en 1951, il a bénéficié d'une restauration majeure de 1984 à 1988.8.
Seonamsa
C'est un temple bouddhiste fondé au temps du royaume de Baekje sous le nom de Biroam. Il est situé dans le village de Jukak à Seungju. Il compte 18 monuments culturels.
Le château de Nagan (Naganeupseong)
C'est le seul château encore existant dans le Jeolla du Sud. Il a été construit en 1397 pour protéger la région des pirates Wokou. Comprenant 100 maisons et des bâtiments administratifs, il est encore habité et ressemble à un village traditionnel.

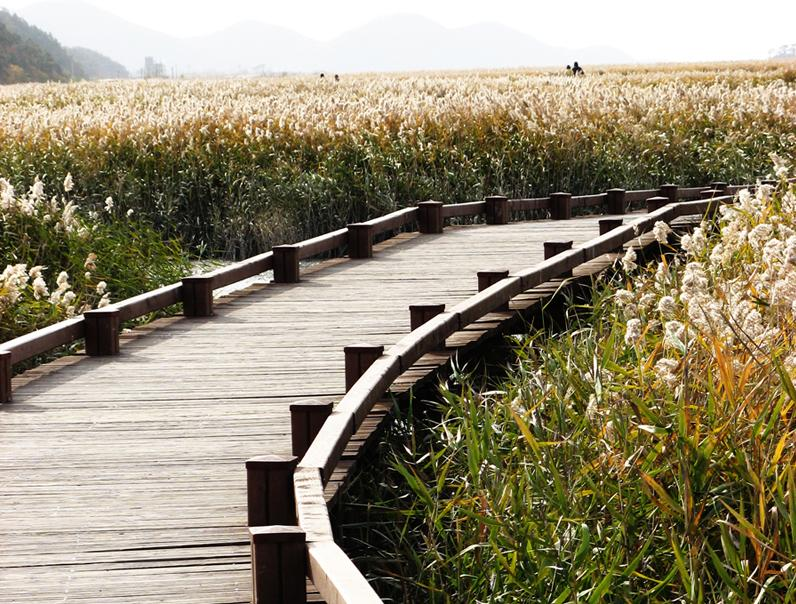
La roselière de la baie de Suncheon

Le château japonais Suncheon waeseong
Ce château a été construit par les Japonais lors de l'invasion de 1597 en même temps que 25 autres forteresses mais c'est le seul qui a été préservé. S'étendant sur 19 hectares, il a servi de refuge à 14 000 soldats japonais. Il se trouve dans le village de Sinseong à Haeryong.
Le parc des dolmens
Le parc a été créé lors de la mise en eau du lac de Juam (1984-1991) pour rassembler les 140 dolmens qui risquaient d'être noyés. Il présente également des menhirs et des reconstructions de huttes préhistoriques et de maisons du Paléolithique.
Le parc écologique de la baie de Suncheon
Ce parc naturel couvre la baie de Suncheon, une baie peu profonde façonnée par les marées. Possédant la 5e plus grande zone tidale au monde (21,6 km2) et de grandes roselières, c'est un site prisé par les oiseaux migrateurs.

## Personnalités liées à la ville
- Gongchan, un des chanteurs du groupe B1A4
- Yoo Byung-eun, alias Ahae, milliardaire et artiste controversé recherché dans le cadre du naufrage du Sewol et retrouvé mort le 12 juin 2014 à Suncheon.
- Kim Jong-in, chanteur et danseur coréen du groupe EXO.
- Park Jun Hee,(Jun) leader et chanteur du groupe A.C.E (en).
- Kang Minhee chanteur du groupe CRAVITY

## Jumelage, coopération et lien d'amitié
La ville de Suncheon est jumelée avec :
- Columbia, Missouri (États-Unis) depuis 1991

Elle nourrit des relations de coopération avec :
- Ningbo, province de Zhejiang (Chine) depuis 1997

Elle entretient également des liens d'amitié avec :
- Nantes (France) depuis 1997

Elle entretient également des liens d'amitié avec :
- Lons-le-Saunier en France depuis 2012.